# Dietmar von Stockhausen

Münzbild des Dietmar von Stockhausen

Dietmar von Stockhausen († 1211) war ein Benediktinermönch und als Dietmar oder Thiatmar II. von 1205 bis zu seinem Tod Abt von Corvey.

## Leben
Dietmar von Stockhausen entstammte dem niedersächsischen Adelsgeschlecht Stockhausen, dessen Mitglieder später das Amt des Erbmarschalls der Abtei Corvey bekleideten.
Im Gegensatz zu seinem als kriegerisch geschilderten Vorgänger Witukind von Spiegel wird er als ein „Freund der Wissenschaften“ bezeichnet, der auch „Vorarbeiten zu einer sächsischen Geschichte“ hinterlassen habe.